# The Streamer Awards
The Streamer Awards é uma cerimônia que premia performances e feitos de streamers. O The Streamer Awards foi criado em 2022 pela Twitch e pela criadora de conteúdo da Team SoloMid, QTCinderella.

## História
Os selecionados para o prêmio são são eleitos online através de voto por fans. Ja os vencedores sao eleitos pela combinação do voto popular (70%) e do palestrante (30%). A primeira cerimônia contou com 27 categorias e foi celebrada no dia 12 de março de 2022, no The Fonda Theatre em Los Angeles e foi transmitido pela própria Twitch, tendo atingido um pico de 380 mil pessoas assistindo simultaneamente. O evento foi apresentado pela própria criadora do evento QTCinderella e por Maya Higa.

## Vencedores

### Resultados de 2022
Os vencedores estão listados em primeiro e em negrito.
| Melhor Streamer de Battle Royale - aceu - LuluLuvely - NICKMERCS - TSM_ImperialHal                                                                | Melhor Streamer de MMORPG - Asmongold - EsfandTV - itswill - richwcampbell                   |
| Melhor Streamer de Role-Playing - cyr - Rust - Critical Role - Dungeons & Dragons - MurderCrumpet - VRChat - roflgator - VRChat                   | Melhor Streamer de FPS - tarik - shroud - supertf - TenZ                                     |
| Melhor Streamer de Super Smash Bros. - mang0 - Hungrybox - iBDW - Leffen                                                                          | Melhor Streamer de Xadrez - BotezLive - akaNemsko - GMHikaru - GothamChess                   |
| Melhor Streamer de Jogo de Estratégia - DisguisedToast - boxbox - Northernlion - Scarra                                                           | Melhor Streamer Speedrunner - SmallAnt - Atrioc - Simply - Wirtual                           |
| Melhor Streamer de ASMR - Amouranth - FoxenKin - Katrine - SkepticalPickle                                                                        | Melhor Streamer VTuber - CodeMiko - ironmouse - nyanners - veibae                            |
| Melhor Streamer de Música - lilypichu - ARIatHOME - SethDrums - TPAIN                                                                             | Melhor Streamer de IRL - HAchubby - jakenbakeLIVE - Jinnytty - robcdee                       |
| Melhor Streamer de League of Legends - loltyler1 - Doublelift - Emiru - lilypichu                                                                 | Melhor Streamer de Minecraft - TommyInnit - forsen - RanbooLive - Tubbo                      |
| Melhor Streamer de Valorant - iiTzTimmy - pokimane - Punz - QuarterJade                                                                           | Melhor Streamer de GTA RP - buddha - fuslie - Sykkuno - xQcOW                                |
| Melhor Streamer de Filantropia - jacksepticeye - DrLupo - HealthyGamer_GG - RanbooLive                                                            | Jogo do Ano de Stream - Minecraft - Apex Legends - Grand Theft Auto V - Valorant             |
| Melhor Streamer de Variedades - moistcr1tikal - DisguisedToast - Ludwig - Valkyrae                                                                | Melhor Streamer de Just Chatting - Mizkif - BruceDropEmOff - HasanAbi - PaymoneyWubby        |
| Melhor Evento de Stream - The Jerma985 Dollhouse - Jerma985 - Balloon World Cup - ibai - The Price is Scuffed - PaymoneyWubby - Shit Con - Nmplol | Melhor Organização de Conteúdo - One True King (OTK) - 100 Thieves - NRG Esports - OfflineTV |
| Prêmio Rising Star - Stanz - frogan - PurpleCliffe - Zoil                                                                                         | League of Their Own - Jerma985 - ibai - Kitboga - TheSushiDragon                             |
| Prêmio Legacy - pokimane - Scarra - sodapoppin - summit1g                                                                                         | Gamer do Ano - shroud - aceu - iiTzTimmy - TenZ                                              |
| Streamer do Ano - Ludwig - Mizkif - Sykkuno - xQcOW                                                                                               |                                                                                              |

## Lista de cerimônias
| Data                | Local                           | Apresentadores           |
| ------------------- | ------------------------------- | ------------------------ |
| 12 de março de 2022 | The Fonda Theatre (Los Angeles) | QTCinderella e Maya Higa |